# Neomochtherus willistoni
Neomochtherus willistoni là một loài ruồi trong họ Asilidae. Neomochtherus willistoni được Hine miêu tả năm 1909.